# Aleksandriner
Aleksandriner er betegnelsen for et versemål, der første blev anvendt i Frankrig omkring 1180 i en roman om Aleksander den Store, deraf fik versemålet sit navn. Aleksandrineren er senere blevet udbredt til mange andre landes digtning, især fra det 17. århundrede den tyske. En Aleksandriner er jambisk (dvs. starter med en sænkning) består af seks hævninger i hvert vers med en cæsur (pause) efter den tredje hævning. Aleksandrineren veksler nogle gange mellem mandlig og kvindelig udgang, og skifter ofte mellem 12 og 13 stavelser i versene.
Et eksempel på en klassisk tysk aleksandriner fra det 17. århundrede af Andreas Gryphius. Hævninger og cæsur fremhævet med henholdsvis fed skrift og |:
Du siehst, wohin du siehst|, nur Eitelkeit auf Erden.
Was dieser heute baut,| reißt jener morgen ein,

Et eksempel på en aleksandriner på dansk kendes fra Ludvig Holbergs Peder Paars:
Jeg taler om en Mand|, hvis Skæbne og Bedrifter
Bør billig tegnes an| blant alle Folkes Skrifter.